# 飛田ニキイチ
飛田 ニキイチ（とびた ニキイチ、生年月日不明）は日本の漫画家。男性。
匿名掲示板やイラスト・漫画投稿サイトPixivなどでの活動を経て『週刊少年サンデー』（小学館）2014年20号にて「MONSTER×MONSTER」の読切で漫画家デビュー 。以降、小学館の漫画アプリ『マンガワン』や『裏サンデー』にて「しのびがたき」、「邪剣さんはすぐブレる」を発表・連載している。2022年9月より、『COMIC Hu』『ComicWalker』（KADOKAWA）にてフロム・ソフトウェアのゲーム『ELDEN RING』をコミカライズしている。

## 作品リスト
- 『MONSTER×MONSTER』小学館〈少年サンデーコミックス〉全3巻（『週刊少年サンデーS』2014年20号、2014年7月号 - 2015年9月号）
- 『しのびがたき』小学館〈裏少年サンデーコミックス〉全5巻（『マンガワン』『裏サンデー』）
- 『邪剣さんはすぐブレる』小学館〈裏少年サンデーコミックス〉全11巻（『マンガワン』『裏サンデー』）
- 『ELDEN RING 黄金樹への道』KADOKAWA〈ヒューコミックス〉既刊9巻（『COMIC Hu』『ComicWalker』）